# Dr Ivan Ribar
Dr Ivan Ribar (en serbe cyrillique : Др Иван Рибар) est un quartier de Belgrade, la capitale de la Serbie. Il est situé dans la municipalité de Novi Beograd.
Le quartier doit son nom à l'homme politique Ivan Ribar (1881-1968).

## Localisation
Le quartier Dr Ivan Ribar est situé à l'extrémité ouest de Novi Beograd, constituant ainsi le dernier quartier de la municipalité dans cette direction. Il prend la forme d'un rectangle étroit, bordé à l'est par la rue Dr Ivana Ribara et par le quartier des Blokovi, et, à l'ouest, par le secteur presque inhabité de Jasenovo. Au sud, il longe la Save.

## Histoire
Dr Ivan Ibar est l'un des derniers quartiers de Novi Beograd construit avant l'effondrement de l'économie serbe au début des années 1990. D'abord désigné par son nom, des numéros de bloks lui ont été ensuite assignés, comme dans le reste de Novi Beograd ; ainsi les parties sud du quartier portent maintenant le nom de Blok 71 et les parties nord celui de Blok 72. Ce sont les deux derniers bloks ainsi créés.

## Caractéristiques
Le quartier est entièrement résidentiel mais des installations commerciales sont également situées sur la rive de la Save. Un large secteur, placé entre les bâtiments les plus proches du fleuve et la berge elle-même, est couvert de détritus.
Un carrefour giratoire, situé à l'extrémité du quartier, sert de terminus pour les bus des lignes 73 (Novi Beograd Blok 45 – Batajnica), 94 (Novi Beograd Blok 45 – Miljakovac I), 95 (Novi Beograd Blok 45 – Borča III) et 604 (Novi Beograd Blok 45 – Preka kaldrma) ainsi que pour les lignes de tramway 7 (Ustanička - Blok 45), 9 (Banjica - Blok 45) et 11 (Kalemegdan - Blok 45).

## Centre des sports
Dans le quartier du Dr Ivan Ibar, le gouvernement de Belgrade a choisi un secteur de 25 ha pour y construire le futur centre des sports de la ville[réf. nécessaire].